# Molazzana
Molazzana ist eine italienische Gemeinde in der Provinz Lucca mit 988 Einwohnern (Stand 31. Dezember 2023).

## Geografie

Lage der Gemeinde Molazzana in der Provinz Lucca

Die Gemeinde liegt etwa 26 km nördlich der Provinzhauptstadt Lucca und rund 75 km nordwestlich der Regionalhauptstadt Florenz in der klimatischen Einordnung italienischer Gemeinden in der Zone E, 2 630 GG. Der Ort liegt in der Landschaft der Garfagnana im Serchiotal. Der Serchio verläuft im Osten des Gemeindegebietes, das nur wenige Meter an den Fluss grenzt. Im Nordwesten verläuft der Torrente Turrite Secca (7 von 21 km im Gemeindegebiet), einem rechten Zufluss des Serchio.
Zum Gemeindegebiet gehören auch die Ortsteile (Frazioni) Brucciano (660 m, ca. 15 Einwohner), Cascio (444 m, ca. 60 Einwohner), Eglio (700 m, ca. 100 Einwohner), Montaltissimo (600 m, ca. 60 Einwohner) und Sassi (691 m, ca. 180 Einwohner). Der Ort Molazzana hat ca. 100 Einwohner.
Die angrenzenden Gemeinden sind Barga, Careggine, Castelnuovo di Garfagnana, Fabbriche di Vergemoli, Gallicano und Stazzema.

## Geschichte
Erstmals erwähnt wurde der Ort 997 von Gherardo, Bischof von Lucca. Seit dem 10. Jahrhundert war der Ort ein Lehen der Porcaresi. 1272 gelang es Lucca den Ort unter seinen Kontrolle zu stellen. Nach dem Tod von Castruccio Castracani fiel der Ort in den Machtbereich von Pisa. Unter Karl IV. endete die Herrschaft Pisas über Lucca und Molazzana gelangte wieder unter die Führung aus Lucca. Um 1430 stand der wieder im Konflikt zwischen Florenz, Lucca und Pisa und suchte bei Niccolò III. d’Este aus der Familie der Este aus Ferrara Schutz.

## Sehenswürdigkeiten

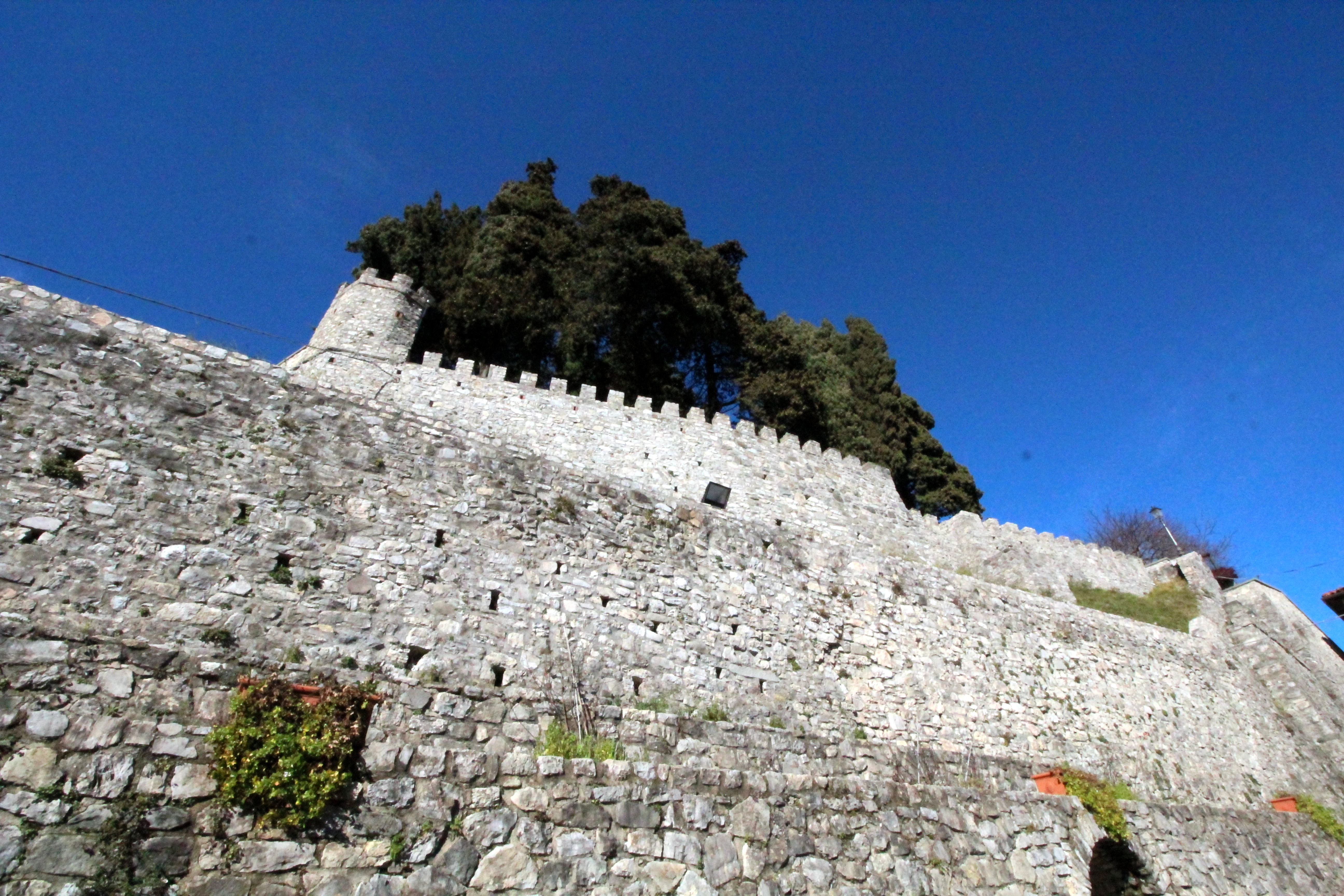
Die Burg Castello di Molazzana

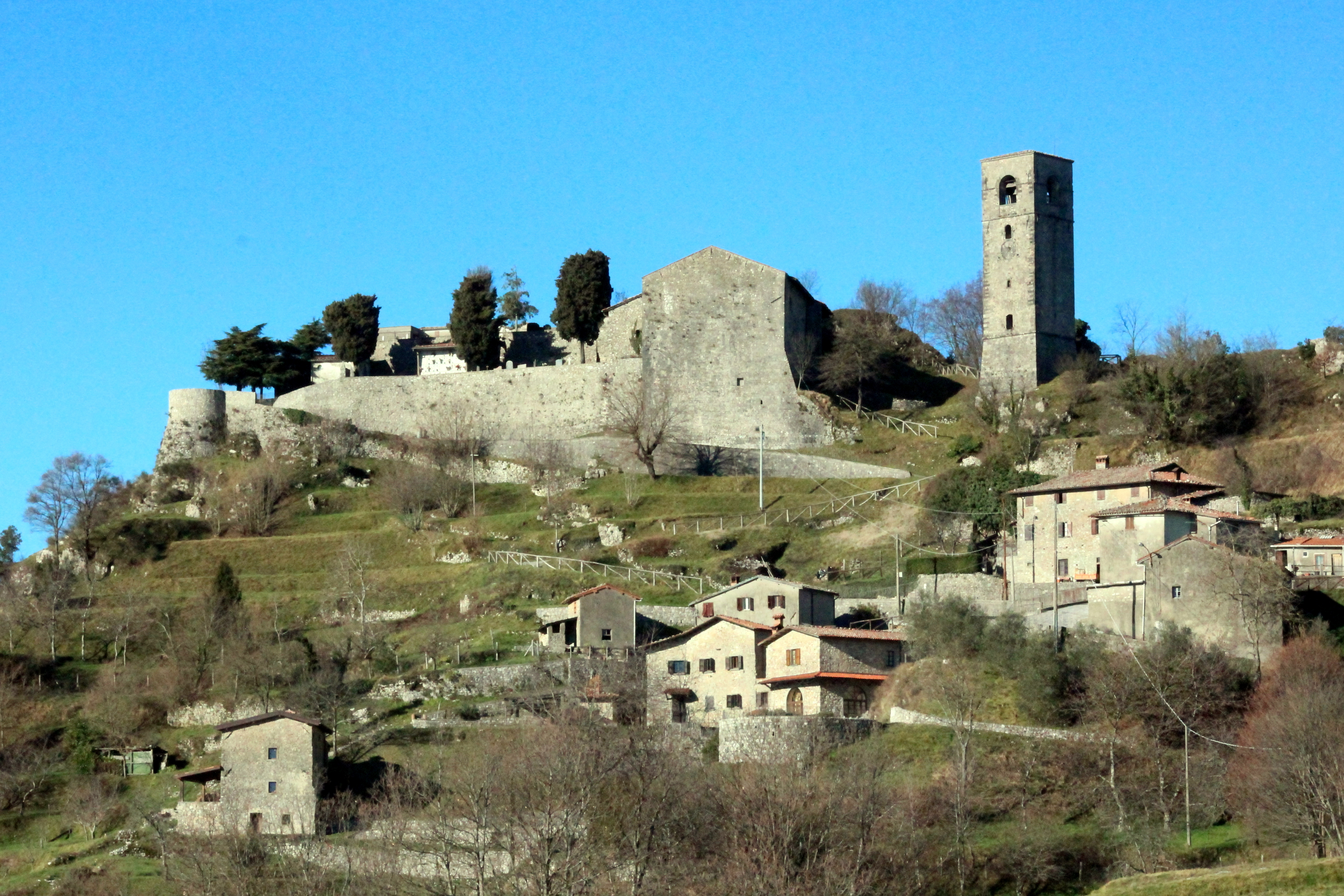
Die Burg Rocca di Sassi im Ortsteil Sassi

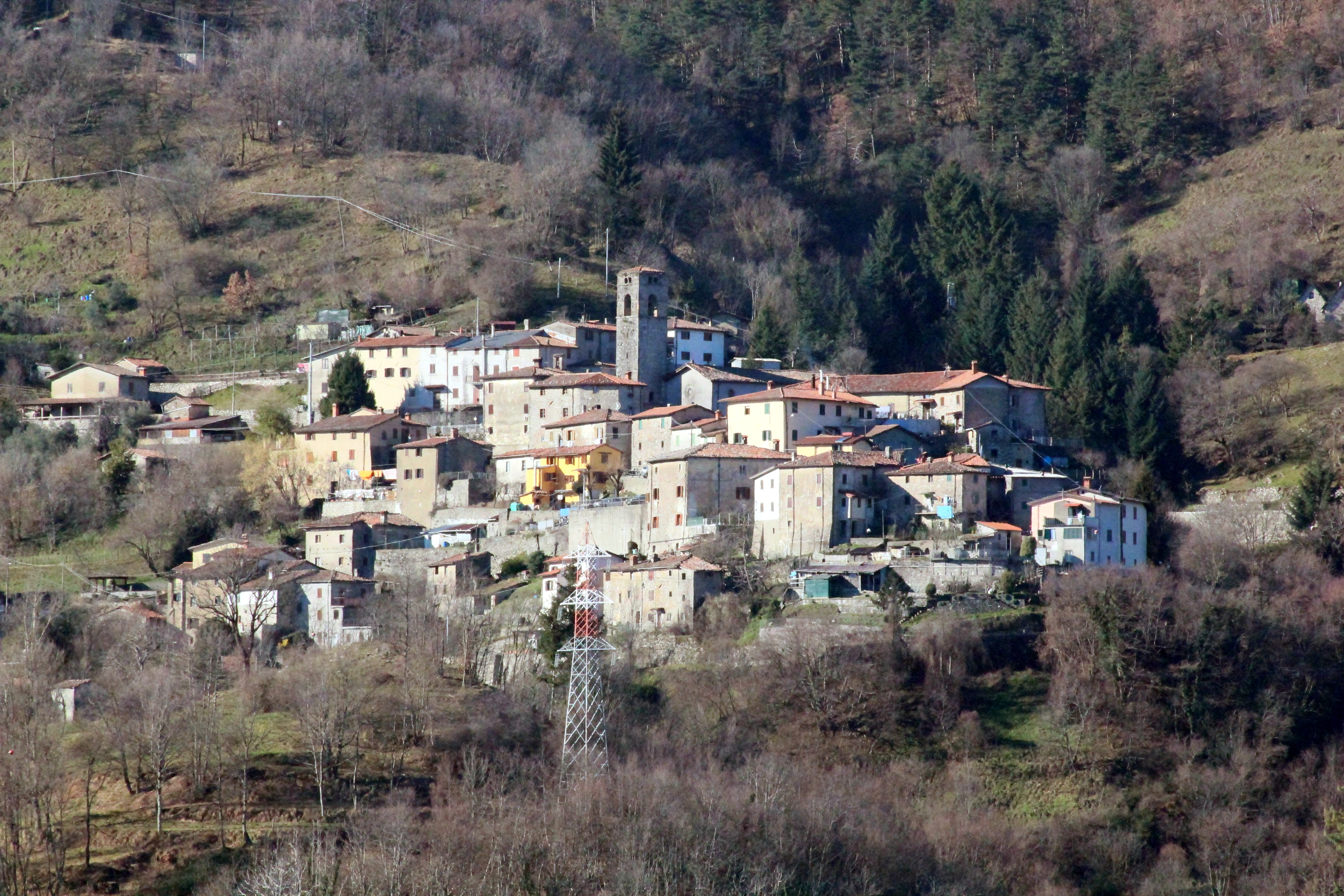
Der Ortsteil Eglio

- Castello di Molazzana, heutige Burgruine im Ortskern von Molazzana. Die Burg entstand durch die Porcaresi, wahrscheinlich über einer älteren Befestigungsanlage, die vor dem Jahr 1000 entstand. Innerhalb der Anlage befand sich die Kirche San Bartolomeo, die bei dem Erdbeben von 1855 bis auf den Campanile zerstört wurde. Weitere Teile der Burg wurden bei dem Erdbeben von 1920 zerstört.[5]
- Chiesa di San Bartolomeo, Kirche im Ortskern von Molazzana. Die Kirche wurde 1855 errichtet, nach die frühere Kirche San Bartolomeo (im Castello) bei einem Erdbeben zerstört wurde.[5]
- Chiesa di San Sisto, Kirche im Ortsteil Brucciano, mittelalterliche Kirche, die im Zweiten Weltkrieg zerstört und danach wieder aufgebaut wurde.[6]
- Chiesa dei Santi Lorenzo e Stefano, Kirche im Ortsteil Cascio aus dem 10. Jahrhundert.[7]
- Castello di Cascio, Burg im Ortsteil Cascio, die im 10. Jahrhundert entstand. Die heutigen Mauern und Befestigungsanlagen stammen aus dem Jahr 1613.[7]
- Chiesa dei Santi Maria Assunta e Rocco, Kirche im Ortsteil Eglio, die 1494 entstand.[8]
- Chiesa di San Rocco, Kirche zwischen Eglio und Sassi nahe dem Gefallenendenkmal Monumento ai Caduti di Sassi ed Eglio[9]
- Rocca di Sassi, Burg im Ortsteil Sassi. Die erste Burg entstand um das 11. und 12. Jahrhundert durch die Porcaresi. Nach einem Aufstand der Bevölkerung von Sassi wurde die Burg 1370 zerstört. Die heutige Burg an gleicher Stelle entstand im 15. Jahrhundert unter den Estensi.[10]
- Chiesa di San Frediano, Kirche der Burg im Ortsteil Sassi.
- Chiesa dei Santi Jacopo e Filippo, Kirche im Ortsteil Montaltissimo.
- Chiesa di San Martino, Kirche in Alpe di Sant’Antonio, die 1656 errichtet wurde.[11]